# الكومنويلث البيزنطي

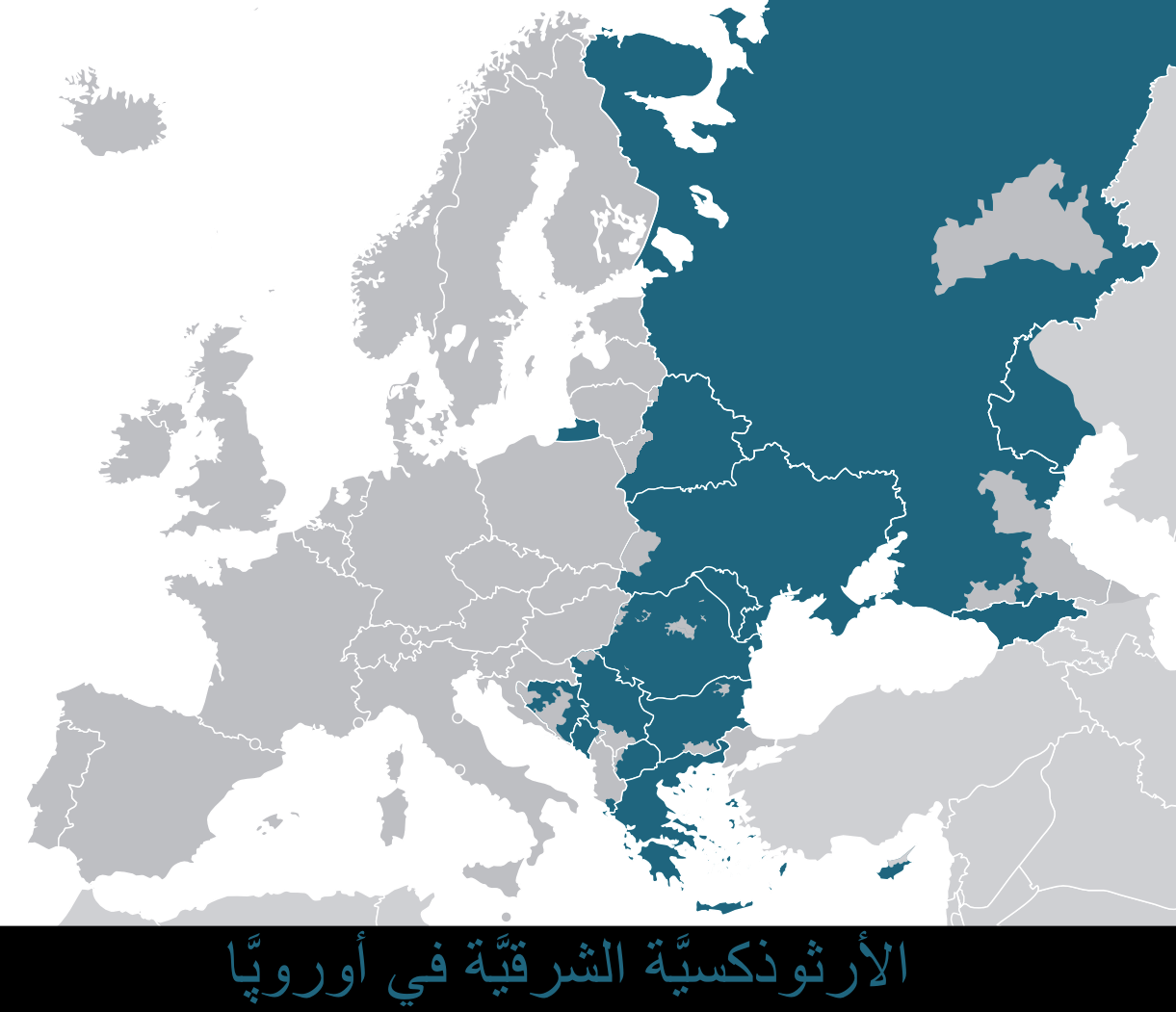
الإمتداد الثقافي والديني والحضاري لبلدان الكومنويلث البيزنطي.

الكومنويلث البيزنطي هو مصطلح صاغه المؤرخين في القرن العشرين، للإشارة إلى المنطقة التي انتشر فيها التقليد الليتورجي والأدبي والمعماري البيزنطي والنفوذ الثقافي البيزنطي خلال العصور الوسطى من قبل المبشرين البيزنطي. أساس ومركزية هذه الحضارة تراث الإمبراطورية البيزنطية والأرثوذكسية الشرقية.
تمتد هذه الحضارة بين الدول ذات الغالبية الأرثوذكسية والحضارة المسيحية الشرقية المشتركة والتي ترتبط من الناحية التاريخية والثقافية والاجتماعية والسياسية. يغطي هذا المجال الثقافي أغلب دول أوروبا الشرقية وهي بلغاريا، واليونان، وجمهورية مقدونيا، والجبل الأسود، وجنوب غرب روسيا، وصربيا، ورومانيا، وأوكرانيا، وجورجيا ومولدوفيا وبيلاروس.
أهم من ذكر المفهوم هي دراسة قام بها ديمتري أولينسكي في كتابه الرابطة البيزنطية.